# José Bellec
Pour les articles homonymes, voir Bellec.
José Bellec (né le 11 janvier 1918 à Taulé, dans le Finistère et mort 9 mai 2004 à Saint-Germain-en-Laye, dans les Yvelines) est un haut fonctionnaire français.
Jeune fonctionnaire, il a participé activement à la Résistance, dès 1942, au sein de l'administration centrale. Arrêté en 1944, il a été déporté. Libéré en 1945, il a repris son parcours professionnel dans cette administration centrale et la préfectorale, en devenant notamment préfet dans différents départements, puis directeur de l'Établissement national des invalides de la marine.

## Biographie
José Bellec est né le 11 janvier 1918 dans le Finistère, à Taulé. Il effectue ses études au collège du Kreisker, à Saint-Pol-de-Léon, puis à l'Université de Paris, et devient ainsi docteur en droit public, et diplômé de l'institut de criminologie de Paris.

### Résistant pendant la Seconde Guerre mondiale
Pendant la Seconde Guerre mondiale, en 1941, domicilié à Saint-Mandé, il commence une carrière professionnelle au sein des ministères, au ministère du Ravitaillement, puis au ministère des affaires économiques et enfin au ministère de l'Intérieur. En parallèle, il rentre dans la résistance dès 1942, au sein du Mouvement Résistance puis du réseau NAP (abréviation signifiant Noyautage des administrations publiques).
Arrêté le 29 juin 1944 par la Gestapo de la rue de la Pompe, il est torturé et interné à la prison de Fresnes puis au camp de Compiègne Royallieu, il fait partie du dernier convoi vers Buchenwald, parti le 17 août et arrivé le 22 août 1944. Libéré le 11 avril 1945, il reste membre du Comité des œuvres sociales de la Résistance (COSOR), et s'attache à témoigner sur la déportation.

### Réintégration au sein du ministère de l'Intérieur
En 1945, José Bellec devient directeur-adjoint de la police économique et financière. Puis il est nommé en 1948 directeur-adjoint des services de la police d'État de Seine-et-Oise. Il devient ensuite chargé de mission en janvier 1950 au cabinet de  Christian Pineau, ministre des travaux publics et des transports. La même année, il est retenu comme chef-adjoint de cabinet de Robert Prigent, secrétaire d’État à la présidence du conseil, qu'il suit ensuite au secrétariat d’État à l'intérieur. En juillet 1950, il est choisi comme chef de cabinet d'André Monteil, secrétaire d’État à la marine.
Il commence ensuite un parcours en région, dans la préfectorale, comme secrétaire général de la préfecture de Mayenne en 1952, sous-préfet de Montdidier en 1954, sous-préfet de La Flèche en 1956, sous-préfet de Montargis en 1961, puis sous-préfet hors-classe de Palaiseau en 1964. Durant les événements de mai 1968, un entrepreneur de travaux publics des Yvelines vient le trouver pour lui proposer de marcher sur la Sorbonne et le théâtre de l'Odéon avec ses bulldozers. Il ne donne pas suite…

### Préfet des Ardennes
En couronnement de ce parcours dans la préfectorale, dans l'Ouest, l'Île-de-France et l'Est de la France, il est nommé en 1969 préfet des Ardennes. Il succède à Pierre Brunon, un ancien résistant et déporté comme lui. À la fin des Trente Glorieuses, longue période de croissance et d'amélioration des conditions de vie, ce territoire se situe dans la diagonale du vide mise en avant par certains démographes et sociologues, et sa situation est décalée par rapport au dynamisme économique constaté en France dans cette période. Ce département frontalier est à la fois rural et industriel, mais ses principales industries, le textile et la métallurgie, commencent à ressentir l'effet d'une concurrence internationale.
José Bellec met l'accent dès son arrivée sur le désenclavement du département et son raccordement au réseau autoroutier, et sur l'adaptation des infrastructures. Il concrétise son action sur ces axes en inaugurant, notamment, un nouveau réseau téléphonique automatique, et une voie rapide entre Charleville et Sedan.

### Préfet de la Charente
En avril 1974, José Bellec change de département et est nommé préfet de la Charente. Il revient ainsi dans l'Ouest de la France. C'est l'époque des premiers festivals de la bande dessinée à Angoulême. De grands chantiers  d'aménagement sont menés dans cette préfecture, poumon économique du département.

### Directeur de l'Établissement national des invalides de la marine
En septembre 1977, José Bellec est mis à disposition  du ministère de l'équipement et de l'aménagement du territoire puis du ministère de la Marine, et devient directeur de l'Établissement national des invalides de la marine. Il succède à Raymond Rudier. Il s'est employé à adapter le fonctionnement de cette institution, avec l'évolution démographique du milieu maritime, et a également permis l'informatisation de son équipe administrative. Il est admis à faire valoir ses droits à la retraite le 19 novembre 1982 et est remplacé à la tête de l'Établissement national des invalides de la marine par Pierre Martin.
Il intervient comme chargé de mission auprès de la GMF de 1983 à 1992. Après avoir prolongé son travail de témoignage sur la résistance et la déportation  en rédigeant différents ouvrages sur cette période de sa vie, il décède le 9 mai 2004 à Saint-Germain-en-Laye.

### Autres responsabilités associatives
José Bellec a été notamment membre du Comité des œuvres sociales de la Résistance, vice-président de l'Association nationale des médaillés de la Résistance, membre de l'association des anciens déportés de Buchenwald, vice-président de la Fédération nationale des déportés et internés de la Résistance (FNDIR), et de la Fédération nationale des Combattants volontaires de la Résistance. Il a été aussi membre du Rotary International.

## Publications
José Bellec a participé à deux ouvrages collectifs de la Fédération nationale des déportés et internés de la Résistance (FNDIR). 
- Leçons de ténèbres, 1995, ouvrage dirigé par Jean Manson, Éditions Plon,  (ISBN 2259182313).
- Jusqu'au bout de la Résistance, 1997, ouvrage dirigé par Bernard Fillaire, Éditions Stock,  (ISBN 2-234-04734-X).

## Récompenses et distinctions

### Distinctions
- Commandeur de la Légion d'honneur[16].
- Grand officier de l'ordre national du Mérite Il est directement élevé à la dignité de grand officier le 15 mai 2000[17].
- Croix de guerre 1939–1945
- Médaille de la Résistance française
- Officier de l'ordre des Palmes académiques
- Chevalier de l'ordre du Mérite agricole
- Officier de l'ordre du Mérite maritime
- Chevalier de l'ordre de la Santé publique au titre de « sous-préfet à Montdidier, Somme » (1955)[18]